# FileMaker
FileMaker Pro é um banco de dados relacional multiplataforma desenvolvido pela File Maker, Inc. (anteriormente chamada Claris), uma subsidiária da Apple. Disponível para as plataformas OS X, Windows e iOS, o software está na versão 14, lançada em 2015.
O sistema integra um sistema gerenciador de banco de dados com uma interface gráfica, permitindo aos usuários modificar o banco de dados, adicionando novos elementos a partir de leiautes, telas ou formulários. O FileMaker está disponível em versões cliente e servidor, a saber: FileMaker Pro, FileMaker Pro Advanced, FileMaker Server, FileMaker Advanced Server e FileMaker Go (para o iPhone e iPad).

## História
O FileMaker evoluiu a partir de uma aplicação para MS-DOS chamada "Nutshell", desenvolvida no início dos anos 80 pela empresa estado-unidense Nashoba. Logo depois de seu lançamento, surgiu o Macintosh e sua revolucionária interface gráfica, de modo que os desenvolvedores ficaram interessados em lançar uma versão para o computador da Apple. No entanto, a Leading Edge, distribuidora do Nutshell, não tinha interesse em novas versões. Diante disso, a Nashoba encontrou na Forethought Inc. uma distribuidora para seu novo produto, já chamado de "FileMaker".
O lançamento do FileMaker para Macintosh se deu em um momento que a Microsoft (já uma importante produtora de software) recém havia lançado seu próprio banco de dados para a plataforma, chamado "Microsoft File". A competição entre os dois produtos foi acirrada de tal maneira que a Microsoft acabou por descontinuar o File e tentou obter os direitos do FileMaker adquirindo a Forethought Inc., distribuidora do produto, sem sucesso. A empresa de Bill Gates ainda tentou adquirir o software diretamente da Nashoba, mas eles decidiram não vender o FileMaker e tentar distribuir o produto por conta própria.
Em 1987, a Apple fundou a Claris, para separar seu departamento de software da produção de hardware, que futuramente se tornaria a FileMaker, Inc. atual. No ano seguinte, a empresa resolveu adquirir os direitos sobre o FileMaker da Nashoba.
Em 1992, a Claris lançou a versão para Windows e desde então, o FileMaker tem sido um software cross-platform, com versões para Mac e Windows sendo lançadas simultaneamente.